# Alpini-Denkmal (Bruneck)

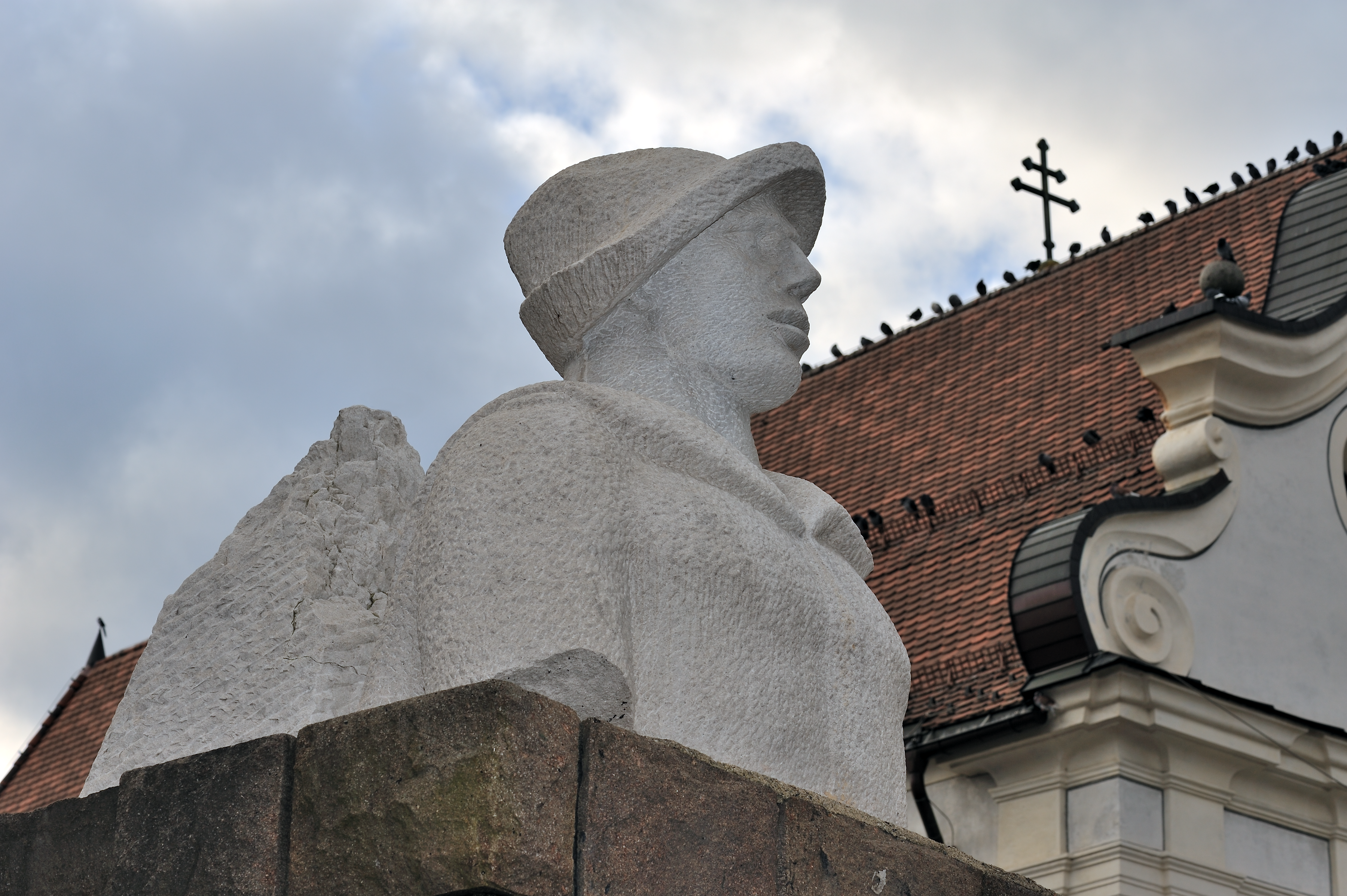
Alpini-Denkmal am Kapuzinerplatz in Bruneck

Das Alpini-Denkmal (im Volksmund despektierlich Kapuzinerwastl genannt) ist ein umstrittenes Monument, das während der faschistischen Zeit im historischen Stadtgebiet der Südtiroler Stadt Bruneck anlässlich des gewonnenen Abessinienkrieges Italiens errichtet wurde. Es wurde seitens der einheimischen Bevölkerung als italienische Provokation betrachtet und mehrfach zerstört.

## Geschichte

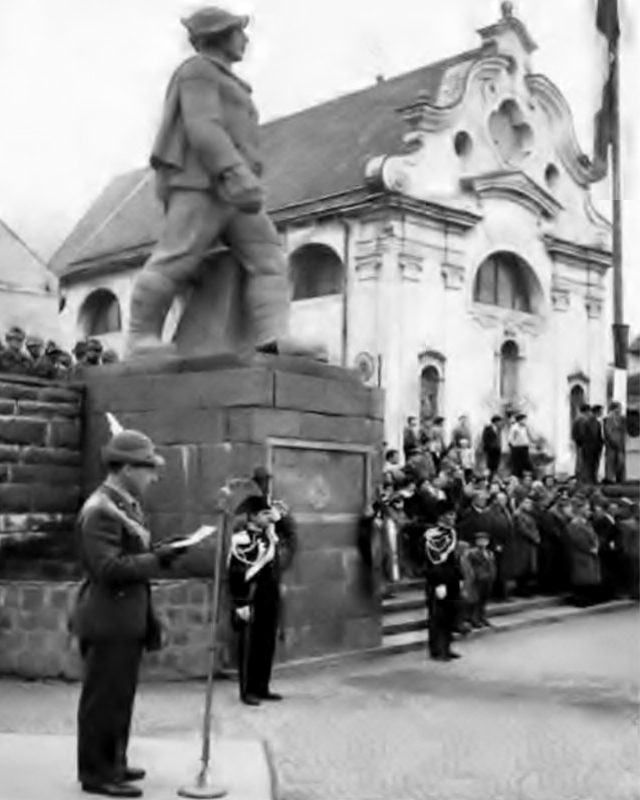
Einweihung des zweiten Denkmals 1951

Am Kolonialkrieg des faschistischen Italien gegen Abessinien 1935–1936 hatte auch die 5. Alpinidivision „Val Pusteria“ als Gebirgsjägereinheit teilgenommen. Die Division war im Dezember 1935 extra für den Abessinienkrieg aufgestellt worden und hatte ihren Divisionsstab in Bruneck, wobei der Name Val Pusteria aus propagandistischen Zwecken gewählt worden war. Er sollte unterstreichen, dass auch die erst vor kurzem angeschlossenen Einwohner Südtirols für die „Größe Italiens“ kämpften. In Wirklichkeit war der Anteil der deutschsprachigen Soldaten aus Südtirol in der Division Val Pusteria verschwindend gering.
Nachdem der Krieg gewonnen worden war, initiierte der damalige Podestà Brunecks Antonio Di Stefano die Errichtung eines Denkmals für diesen Verband. Die Idee fand die Unterstützung der Alpinivereinigung ANA, der das Projekt anvertraut wurde. Als Standort wählte man den historischen Kapuzinerplatz jenseits der Rienz. Dabei wurden mehrere Gebäude, wie die alte Zollstätte und der Gasthof Am schwarzen Rössl, zerstört, um an ihrer Stelle neue Bauten als Symbole Italiens und als Gegenpol zum historischen Bruneck aufzurichten. Für den Bau wurden von der faschistischen Partei in Südtirol auch Spenden aus der Bevölkerung gesammelt, wobei öffentliche Stellen die geringe Spendenbereitschaft der Einheimischen kritisierten.
An eben jenem Ort, dem Kapuzinerplatz, wurde am 6. Juni 1938 das Denkmal von Paolo Boldrin (1887–1965) in Anwesenheit des Kronprinzen Umberto II. eingeweiht. Es stellte einen sechs Meter hohen, mit einem Gewehr bewaffneten und nach Norden in Richtung Staatsgrenze blickenden Alpini-Soldaten dar. Neben dem Zweck der Ehrung der Gebirgsjägereinheit Val Pusteria und ihrer Gefallenen im Abessinienkrieg diente das Denkmal auch als Symbol der Annexion Südtirols durch Italien nach dem Ersten Weltkrieg und der Italianisierungspolitik des faschistischen Staates gegenüber den deutsch- und auch ladinischsprachigen Einheimischen.
In Anbetracht dessen wurde die erste sich bietende Gelegenheit ergriffen, um dieses bei der Bevölkerung verhasste Symbol wieder loszuwerden. Sie bot sich mit der Besetzung Italiens durch deutsche Truppen im Jahr 1943 nach dem Waffenstillstand von Cassibile. Deutschsprachige Brunecker rissen das Denkmal von seinem Sockel. 
Nach dem Zweiten Weltkrieg setzte die Sektion Alto Adige der Alpinivereinigung ANA alles daran, dieses Denkmal wieder aufzurichten. Man verzichtete aber auf eine Wiederherstellung in der vorherigen Form, sondern versuchte einen etwas anderen Akzent zu setzen, indem die neue Figur eines Alpinisoldaten mit vier Meter Höhe etwas kleiner und der Soldat auch unbewaffnet dargestellt werden sollte. Der Bildhauer Rudolf Moroder aus Gröden schuf eine solche Figur in schreitender Pose, die 1951 an der gleichen Stelle aufgestellt wurde.
In den Zeiten des Kampfes der Südtiroler um ihre Selbstbestimmung blieb auch dieses weniger martialische Denkmal ein Herrschaftssymbol des italienischen Staates in Südtirol, während es als Monument des Eroberungskrieges in Abessinien nicht mehr in der Kritik stand.  So wurde es mehrfach beschädigt und schließlich am 2. Dezember 1966 vom BAS-Aktivisten David Oberhollenzer gesprengt, so dass nur mehr ein Bein bis zum Knie stehen blieb. Oberhollenzer wurde vier Monate später verhaftet und bei Spezialverhören gefoltert. 1969 wurde er beim 4. Südtirol-Prozess in Bologna zu 17 Jahren und neun Monaten verurteilt.
Danach sollte das Denkmal nach dem Willen des damaligen italienischen Innenministers Paolo Emilio Taviani wieder aufgestellt werden, nachdem Veteranenverbände in Südtirol sich für den Wiederaufbau starkgemacht und die Zerstörung als Terrorakt bezeichnet hatten. Diesmal wurde es allen im Krieg oder in zivilen Einsätzen umgekommenen Alpini gewidmet. Nachdem zunächst die Teile des in die Luft gesprengten Monuments zum Teil wieder notdürftig zusammengefügt worden waren, musste es aus statischen Gründen 1968 durch ein neues Denkmal ersetzt werden. 1973 wurde es durch Gesetzesdekret zu einem Gut „nationalen Interesses“ erklärt, womit eine Entfernung und Neuaufstellung an anderer Stelle einer Zustimmung des entsprechenden Ministeriums in Rom bedarf. 1979 sprengte die Terrorgruppe Ein Tirol auch dieses dritte Alpini-Denkmal. Danach wurde nur mehr die Büste des letzten Denkmals auf den Sockel gestellt, wobei man sich bemühte, es als friedliches Monument für die Alpini zu deuten, die an internationalen Friedensmissionen teilgenommen und im Zivilschutz wichtige Aufgaben übernommen hatten. In den 1980er Jahren versuchte die Stadtgemeinde Bruneck das Monument an anderer Stelle aufzustellen, wogegen die Alpinivereinigung ANA erfolgreich gerichtlich vorging.
Auch wenn seither keine weiteren größeren Aktionen um das Denkmal gesetzt wurden, bleibt es für viele weiterhin ein Symbol der Unterdrückung der Südtiroler Bevölkerung in der Zeit des Faschismus und ein Relikt aus jener Zeit. 2008 kritisierte auch der äthiopische Botschafter in Italien das Monument, da es für die Glorifizierung der gegen das äthiopische Volk begangenen Kriegsverbrechen durch italienische Truppen während des Abessinienkrieges stehe. Im Jahr 2011 erteilte die Stadtgemeinde Bruneck den Auftrag, das Monument durch entsprechende mehrsprachige Informationstafeln zu „entschärfen“, die auf Geschichte und die Bedeutung des Monuments hinweisen sollten und in der Folge aufgestellt wurden.
Zuletzt wurde 2017 der Büste ihre Feder am Hut abgeschlagen, was zu lebhaften Diskussionen darüber führte, ob man das Denkmal renovieren solle oder nicht. Der ehemalige Landeshauptmann Luis Durnwalder forderte, endlich alle faschistischen Denkmäler in Südtirol ganz zu beseitigen, da sie nur zu Unfrieden führen würden. 2018 gab es aber auch Gegenstimmen, die auf die erinnerungskulturelle Bedeutung der Denkmalgeschichte und der damit verknüpften Kontroversen verwiesen und sich für den Erhalt des jetzigen Zustands einsetzten.